# (36675) 2000 QE222
2000 QE222 (asteroide 36675) é um asteroide da cintura principal. Possui uma excentricidade de 0.16731710 e uma inclinação de 10.40502º.
Este asteroide foi descoberto no dia 21 de agosto de 2000 por LONEOS em Anderson Mesa.